# 록스타 게임스
락스타 게임스(Rockstar Games)는 테이크투 인터랙티브사의 비디오 게임 개발사이자 비디오 게임 출판사이다. 대표작으로는
그랜드 테프트 오토 시리즈, 맥스 페인, L.A. 느와르, 맨헌트, 미드나이트 클럽 그리고 레드 데드 리뎀션 시리즈 등이 있다.

## 기술

### 레이지
플레이스테이션 3, 엑스박스 360, 윈도우, 매킨토시 그리고 Wii 시스템 기반 게임 개발을 촉진 할 수 있는 락스타의 고급 게임 엔진(Rockstar Advanced Game Engine), 줄여서 레이지(RAGE, 라지사이즈)라고 불린다.

### 소셜 클럽
락스타 게임 소셜 클럽은 락록스타가 자신의 게임을 사용하기 위해 만들어진 커뮤니티 사이트이다.

## 락스타 스튜디오
| 로고 | 이름               | 년도      | 참고사항                                                                                                  |
| ---- | ------------------ | --------- | --- |
|      | 락스타 리즈        | 2004–현재 | |
|      | 락스타 링컨        | 1999–현재 | |
|      | 락스타 런던        | 2005–현재 | |
|      | 락스타 뉴 잉글랜드 | 2008–현재 | |
|      | 락스타 노스        | 2002–현재 | 이전에는 DMA 디자인으로 알려져 있었다.                                                                    |
|      | 락스타 샌 디에고   | 2003–현재 | 이전에는 엔젤 스튜디오로 알려져 있었다.                                                                   |
|      | 락스타 토론토      | 1999–현재 | 이전에는 록스타 캐나다로 알려져 있었다.                                                                   |
|      | 락스타 벤쿠버      | 2005-2012 | 이전에는 발킹 독 스튜디오로 알려져 있었다. 최근작으로는 맥스 페인 3이다. 현재 록스타 토론토랑 합병되었다. |
|      | 락스타 비엔나      | 2003-2006 | 이전에는 네오 스튜디오로 알려져 있었다.                                                                   |